# Mapoteca Alejandro de Humboldt
Mapoteca Alejandro de Humboldt es un acervo de mapas del Instituto de Geografía (IG) de la Universidad Nacional Autónoma de México (UNAM). Creada en 1954, se aloja en la  Biblioteca Antonio García Cubas del IG, en la Ciudad Universitaria.

## Historia
Fue creada en 1954 a la par de la Ciudad Universitaria, nutriéndose su acervo desde la constitución del IG en los años 30. En 1954 fue alojada dentro de la biblioteca del instituto en la Torre de Ciencias —hoy Torre de Humanidades II—con donaciones del propio personal de investigación como documentos de altimetría, climas, isoyetas e isotermas de la República Mexicana. Debido a las gestiones de Consuelo Soto Mora se recibieron materiales de entidades estatales como la Secretaría de Obra Pública, la de Asentamientos Humanos y Obras Públicas (SAHOP), Desarrollo Urbano y Ecología (SEDUE) y la Comisión Geográfica Exploradora del país.En los años 60 se recibió una donación importante por parte de la Comisión de Estudios del Territorio Nacional (CETENAL), antecedente del actual Instituto Nacional de Estadística y Geografía (INEGI).